# P&O Cruises
P&O cruises est une société de croisière fondée en 1840.
Elle appartient à Carnival Group et elle  exploite sept navires.

## Histoire

### XIXesiècle
Fondée en 1836 sous le nom de Peninsular and Oriental Steam Navigation Company, elle propose des départs de Londres vers l'Espagne, La Méditerranée et le Portugal.
En 1840, la société porte le nom de P&O Lines, avant de proposer des trajets vers Singapour et l'Extrême-Orient.
En 1852, la P&O Lines, propose des services de Singapour à l'Australie tous les 2 mois, avant de proposer au catalogue en 1853, les départs de Southampton, du Cap et de l'Australie. En 1869, l'ouverture du Canal de Suez raccourcit considérablement les trajets.

### XXesiècle
En 1910, P&O Lines crée P&O Branch Lines, pour couvrir les services australiens ; dans un même temps elle achète la flotte de Anchor Blue Line.
1914, P&O achète l'Australian Asian Unies Steam Navigation Company et fusionne avec la British India Steam Navigation Company et la New-Zelande Shipping Company. En 1916, la Fédéral Line est acquise. En 1917, l'Union Steam Ship Company of New Zealand a rejoint le groupe P&O. Avant que le groupe achète la Nourse Line et la Hain Steam Ship Company.

## Flotte

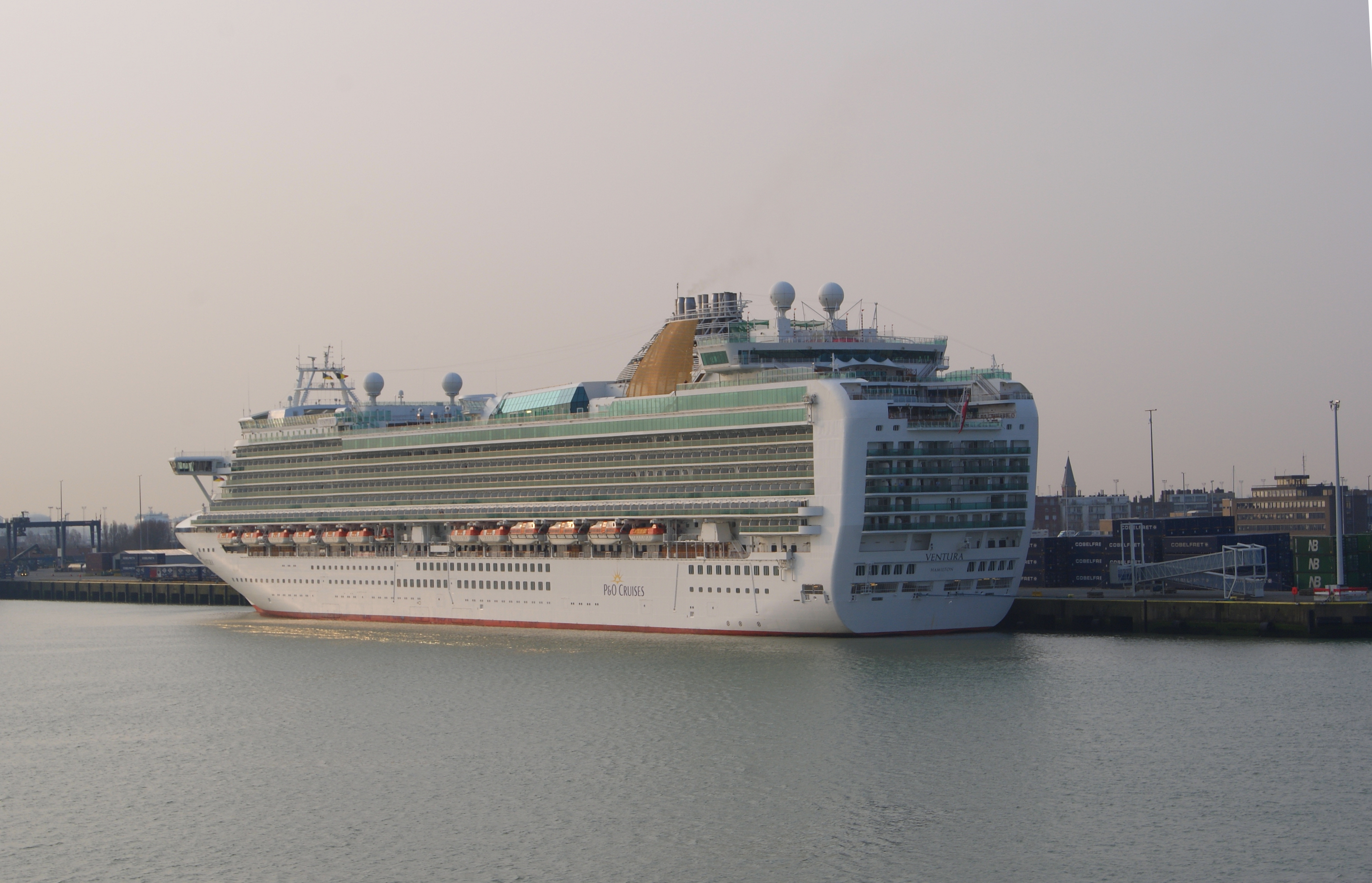
Le Ventura dans le port de Zeebrugge

| Nom       | Année de production | Année de mise en service | Tonnage | Pays d'enregistrement | Notes                                                                     |
| --------- | ------------------- | ------------------------ | ------- | --------------------- | ------------------------------------------------------------------------- |
| Aurora    | 2000                | 2000                     | 76 152  | Bermudes              |                                                                           |
| Arcadia   | 2005                | 2005                     | 86 799  | Bermudes              | commandé par Cunard Line sous le nom de Queen Victoria de la Classe Vista |
| Ventura   | 2008                | 2008                     | 113 000 | Bermudes              | Grande classe                                                             |
| Azura     | 2008                | 2010                     | 116 000 | Bermudes              | Grande classe                                                             |
| Brittania | 2015                | 2015                     | 141 000 | UK                    |                                                                           |
| Iona      | 2020                | 2021                     | 184089  | UK                    | Classe Excellence                                                         |
| Arvia     | 2022                | 2022                     | 184700  | UK                    | Classe Excellence                                                         |

## Ancien navires
| Nom     | Année de production | Période de service   | Tonnage | Pays d'enregistrement | Notes                                 |
| ------- | ------------------- | -------------------- | ------- | --------------------- | ------------------------------------- |
| Arcadia | 1988                | 1997–2003            | 63 500  | Bermudes              | ex-Star Princess de Princess Cruises  |
| Adonia  | 1998                | 2003–2005            | 77 499  | Bermudes              | ex-Sea Princess de Princess Cruises   |
| Artemis | 1984                | 2005–2011            | 44 348  | Bermudes              | ex-Royal Princess de Princess Cruises |
| Adonia  | 2001                | 2011–2016, 2017–2018 | 30 277  | Bermudes              | ex-Royal Princess de Princess Cruises |
| Oriana  | 1995                | 1995-2019            | 69 153  | Bermudes              |                                       |
| Oceana  | 2000                | 2000-2020            | 77 499  | Bermudes              | ex-Ocean Princess de Princess Cruises |

## Entreprises partenaires
La compagnie P&O Cruises sous-traite certains services à d'autres sociétés telles que Steiner Leisure pour les services de spa.